# F. Gary Stiles
Frank "Gary" Stiles (nacido Frank Garfield Stiles III; Portland, 7 de noviembre de 1942) es un ornitólogo estadounidense que vive y trabaja en Colombia.
Stiles se mudó a Bogotá en 1990 y desde entonces ha investigado y mapeado las aves de Colombia. Alrededor de 1865 especies de aves se han encontrado en Colombia, que es la mayor cantidad del mundo en un solo país. En 2001, Stiles, así como un grupo de investigadores del Museo de Historia Natural de Londres y de la Universidad Nacional de Colombia formaron un equipo de investigación, que comenzó a identificar y clasificar la vida de las aves. Stiles actúa como asesor del proyecto BioMap.
El objeto principal de la investigación de Stiles son los colibríes, y especialmente la forma de sus alas y la fisiología del vuelo. Para su investigación, ha capturado y medido más de 3000 colibríes de más de 140 especies.
Antes de mudarse a Colombia, Stiles vivió durante 17 años en Costa Rica. Enseñó en diversas Universidades, entre otras cosas, ecología de poblaciones, evolución y estadísticas. En Costa Rica publicó un libro sobre Las Aves de Costa Rica (1989), junto con Alexander F. Skutch y Dana Gardner .
En 2005, se describió una nueva especie de ave para la ciencia, el churrín de Stiles (Scytalopus stilesi), así denominado en su honor. En 1992, Stiles describió una nueva especie de ave, el tororoí de Cundinamarca (Grallaria kaestneri), así llamado en honor a Peter Kaestner.